# نادي نيترا
نادي نيترا (بالإنجليزية: FC Nitra)‏ هو فريق كرة قدم من مدينة نيترا في سلوفاكيا، أُسس بتاريخ 1909، يلعب في دوري السوبر السلوفاكي، في Štadión pod Zoborom ‏، يدرب النادي لاديسلاف يوركميك.

## وصلات خارجية
- صفحة بيانات نادي نيترا على موقع كووورة، تاريخ الوصول: 24 سبتمبر 2018.
- الموقع الرسمي